# Acritomorphus praecursor
Acritomorphus praecursor är en skalbaggsart som beskrevs av Wenzel 1944. Acritomorphus praecursor ingår i släktet Acritomorphus och familjen stumpbaggar. Inga underarter finns listade i Catalogue of Life.